# Peruansk hajrocka
Peruansk hajrocka (Rhinobatos planiceps) är en rockeart som beskrevs av Garman 1880. Peruansk hajrocka ingår i släktet gitarrfiskar, och familjen Rhinobatidae. Inga underarter finns listade i Catalogue of Life.
Arten förekommer i östra Stilla havet vid Amerikas kustlinje från Mexiko till södra Chile. Den hittas även vid Galapagosöarna. Peruansk hajrocka dyker till ett djup av 50 meter. Exemplaren blir upp till 125 cm långa. Honor lägger inga ägg utan föder levande ungar.
Denna rocka fiskas som matfisk och den hamnar som bifångst i fiskenät. IUCN uppskattar att hela beståndet minskade med 30 till 49 procent under 15 år före 2020. Arten listas som sårbar.